# Léo Leroy
Léo Leroy (Marsiglia, 14 febbraio 2000) è un calciatore francese, centrocampista del Basilea.

## Biografia
È figlio dell'ex calciatore Jérôme Leroy.

## Carriera

### Club
Cresciuto nel settore giovanile del Rennes, nel 2018 viene acquistato dal Châteauroux che lo aggrega inizialmente alla seconda squadra; debutta fra i professionisti il 1º marzo 2019 in occasione dell'incontro di Ligue 2 pareggiato 2-2 contro il Brest.
Il 28 maggio 2021 viene acquistato a titolo definitivo dal Montpellier, con cui esordisce nella prima divisione francese.
Nel 2024 si trasferisce nella prima divisione svizzera al Basilea, club con il quale nella stagione 2024-2025 vince il campionato elvetico.

### Nazionale
Nel 2019 ha giocato 2 partite con la nazionale francese Under-19.

## Statistiche
Statistiche aggiornate al 22 settembre 2021.
| Stagione        | Squadra         | Campionato      | Campionato | Campionato | Coppe nazionali | Coppe nazionali | Coppe nazionali | Coppe continentali | Coppe continentali | Coppe continentali | Altre coppe | Altre coppe | Altre coppe | Totale | Totale |
| Stagione        | Squadra         | Comp            | Pres       | Reti       | Comp            | Pres            | Reti            | Comp               | Pres               | Reti               | Comp        | Pres        | Reti        | Pres   | Reti   |
| --------------- | --------------- | --------------- | ---------- | ---------- | --------------- | --------------- | --------------- | ------------------ | ------------------ | ------------------ | ----------- | ----------- | ----------- | ------ | ------ |
| 2018-2019       | Châteauroux 2   | N3              | 9          | 3          |                 | -               | -               |                    | -                  | -                  |             | -           | -           | 9      | 3      |
| 2019-2020       | Châteauroux 2   | N3              | 2          | 0          |                 | -               | -               |                    | -                  | -                  |             | -           | -           | 2      | 0      |
| 2018-2019       | Châteauroux     | L2              | 3          | 0          | CF+CdL          | 0               | 0               |                    | -                  | -                  |             | -           | -           | 3      | 0      |
| 2019-2020       | Châteauroux     | L2              | 19         | 1          | CF+CdL          | 0+1             | 0               |                    | -                  | -                  |             | -           | -           | 20     | 1      |
| 2020-2021       | Châteauroux     | L2              | 33         | 0          | CF              | 1               | 0               |                    | -                  | -                  |             | -           | -           | 34     | 0      |
| 2021-2022       | Montpellier     | L1              | 5          | 0          | CF              | 0               | 0               |                    | -                  | -                  |             | -           | -           | 5      | 0      |
| Totale carriera | Totale carriera | Totale carriera | 71         | 4          |                 | 2               | 0               |                    | -                  | -                  |             | -           | -           | 73     | 4      |

## Palmarès
- Campionato svizzero: 1

Basilea: 2024-2025
- Coppa Svizzera: 1

Basilea: 2024-2025